# Kersall
Kersall – osada i civil parish w Anglii, w Nottinghamshire, w dystrykcie Newark and Sherwood. W 2001 roku civil parish liczyła 46 mieszkańców. Kersall jest wspomniana w Domesday Book (1086) jako Cherueshale.